# Goussainville
Goussainville je severno predmestje Pariza in občina v osrednjem francoskem departmaju Val-d'Oise regije Île-de-France. Leta 1999 je imelo naselje 27.356 prebivalcev.

## Geografija
Naselje leži v osrednji Franciji v bližini mednarodnega letališča Charles de Gaulle, 20 km od središča Pariza.

## Administracija
Goussainville je sedež istoimenskega kantona, v katerega je poleg njegove vključena še občina Louvres s 36.153 prebivalci. Sam kanton je del okrožja Sarcelles.

## Zgodovina
Goussainville je bil prizorišče dveh nesreč nadzvočnih letal, Tupoljeva Tu-144 v letu 1973 in Concorda v letu 2000.